# Thiago Silva (político)
Thiago Alexandre Rodrigues da Silva (Rondonópolis), é um político brasileiro, filiado ao MDB. Nas eleições de 2022, foi eleito deputado estadual pelo MT.